# Abrahamitische Religionen

Symbole der drei bekanntesten abrahamitischen Religionen: Judentum (oben), Christentum (Mitte), Islam (unten).

Abrahamitische Religionen, abrahamische Religionen oder Abrahamsreligionen ist in manchen islamwissenschaftlichen Studien und im interreligiösen Dialog die Bezeichnung für jene monotheistischen Religionen, die sich auf Abraham, den Stammvater der Israeliten nach der Tora (Gen 12,1–3 ), bzw. auf den Ibrahim des Koran, und seinen Gott beziehen.

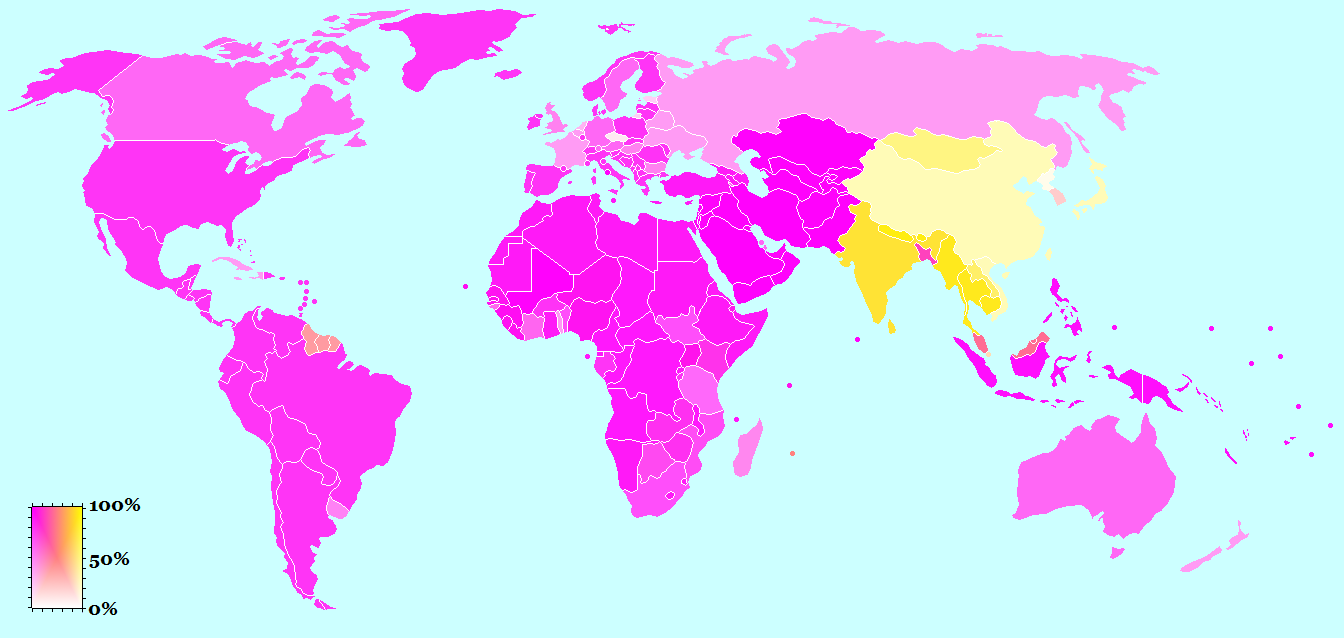
Gebiete mit vorherrschend abrahamitischen (rosa) oder dharmischen (gelb) Religionen

## Etymologie
Die Bezeichnung dient als „theologische Klammer“ in den Gesprächen zwischen den Religionsgemeinschaften. Sie will die gemeinsame Herkunft und die Zusammengehörigkeit von Juden, Christen und Muslimen ausdrücken. Abraham ist für diese drei Weltreligionen eine Vaterfigur und ein bedeutsamer Ausgangspunkt, wenn auch je auf eigene Weise:
- Das Judentum: Alle Juden sind „Kinder Abrahams“, also eine Abstammungseinheit.
- Das Christentum: Für das Neue Testament hat Jesus Christus an denen, die an ihn glauben, Verheißungen Abrahams erfüllt und sie in die Gotteskindschaft einbezogen, so dass sie Anteil an den Verheißungen für das Volk Israel erhalten. Abrahams Glaube und Gehorsam sind ein großes Vorbild.
- Der Islam: Ibrahim gilt als Stammvater der Ismaeliten, die noch vor dem Erben Isaak in der Bibel die Zusage Gottes auf Nachkommenschaft und Segen erhalten. Er gilt als bedeutender Prophet, der allen Menschen den einzigen wahren Gott verkündete und zugleich Vorbild für Glaubenstreue und Gerechtigkeit ist.

## Begriffsgeschichte
Der Begriff tauchte um 1950 in islamwissenschaftlichen Studien auf. In den 1960er Jahren wurde er in religionsvergleichenden Studien christlicher Islamwissenschaftler gebräuchlich. Er breitete sich im letzten Viertel des 20. Jahrhunderts weiter aus und wurde in öffentlichen Diskursen gängig. Er wird von verschiedenen Seiten, vor allem christlich-konservativen Kreisen, als Konstrukt, als Täuschung oder als eine Form von Synkretismus kritisiert.

## Kennzeichen

### Gottesvorstellung
Abrahamitische Religionen sind monotheistisch, erkennen nur einen einzigen Gott an.
Es ist ein personhafter Gott, der als jenseits der Welt gedacht wird; vgl. auch Transzendenz.
Er hat den Kosmos erschaffen und kann in das Weltgeschehen eingreifen.
Er wird als allwissend, allmächtig und allgegenwärtig angesehen.
Er hat Eigenschaften, die in der menschlichen Gesellschaft gemeinhin als positiv erachtet werden, jedoch in absoluter Form:
unfehlbare Gerechtigkeit, allumfassende Liebe und Güte.
Er wird traditionell mit Anreden für das männliche Geschlecht adressiert, wie mit Herr.
Abbildungen Gottes sind meistens verboten (Bilderverbot), weil die Gefahr besteht, dass der Mensch Dinge anbetet, die er selbst geschaffen hat (Götzendienst). Daraus folgt, dass er seine Eigenschaften oder auch nur einige davon in das Gottesbild projiziert und sich anschließend diesem Götzen unterwerfen muss, um seine projizierten Eigenschaften zurückzuerlangen. Er wird also in seiner Freiheit eingeschränkt und kann nicht mehr ohne den Götzen leben. Der Monotheismus zeichnet sich laut Erich Fromm dadurch aus, dass der Mensch nicht sein eigenes Werk anbetet, sondern einen unsichtbaren Gott.
Die Menschen können im Gebet mit Gott in Verbindung treten.

### Menschenbild

#### Leib und Seele
In den abrahamitischen Religionen besteht der Mensch aus einem physischen Körper (dem Leib) und einer geistigen Seele (dem Geist). Im Christentum wird teilweise noch einmal unterschieden zwischen Seele und Geist. Die Seele umfasst den Willen, den Verstand und die Gefühle.

#### Tod und Sünde
Die Vorstellung einer unsterblichen Seele des Menschen entstammt dem griechischen Weltbild und ist prägend erst im Hochmittelalter in die jüdische und die christliche Religion eingedrungen. Die Frage, wie der eine, gute Gott in seiner Schöpfung das Böse, die Sünde und die Hölle zulassen konnte, wird mehrheitlich mit der menschlichen Willensfreiheit beantwortet.
Das Individuum hat nur ein einziges Leben, das einen Anfang und ein Ende hat und nicht reinkarniert. Dem entspricht eine lineare Zeitvorstellung. Dieses teleologische Geschichtsverständnis unterscheidet sich von dem anderer Religionen mit zyklischen oder statischen Vorstellungen.

### Weltbild und Offenbarung
In der klassischen Vorstellung wurde die Welt durch den einen und einzigen Gott erschaffen (vgl. creatio ex nihilo und Natürliche Theologie); sie endet mit dem Tag des Jüngsten Gerichts.
Gott hat sich durch meist männliche Propheten offenbart. Daher gibt es Heilige Schriften, die Wort Gottes sind (oder zumindest enthalten) und deshalb einen großen Stellenwert einnehmen.
- Im Judentum ist der Tanach die wesentliche Heilige Schrift.
- Das Christentum erkennt den Tanach an, der traditionellerweise Altes Testament genannt wird, und hat daneben das Neue Testament. Altes und Neues Testament bilden zusammen den Kanon der Bibel.
- Im Islam ist es der Koran, in dem die Lehre Gottes endgültig und unverfälscht dargelegt sei. Die heiligen Schriften von Juden und Christen werden als ursprünglich von Gott geoffenbart anerkannt. Sie sollen jedoch von ihnen im Laufe der Zeit verfälscht worden sein (vgl. Suren 2:75+79, 4:46, 5:23).

## Jüngere und kleinere Religionen, die sich auf Abraham beziehen

### Bahaitum
Als jüngste eigenständige Religion, die sich auf den Bund Abrahams bezieht, wird in den vergleichenden Religionswissenschaften das Bahaitum genannt, das aber bisher nur vereinzelt als abrahamitische Religion aufgeführt wird. Nach Hutter greift Bahāʾullāh in seinen Schriften die biblische Tradition des Bundes Gottes mit Abraham als Stammvater und Offenbarer Gottes auf, um zu betonen, dass sich dieser Bund kontinuierlich über Judentum und Christentum zum Islam und Bahaitum fortsetzt. Hutter weist aber auch darauf hin, dass das Konzept der fortschreitenden Offenbarung, wonach Bahāʾullāh der aktuellste Gottesgesandte ist, aus der Perspektive muslimischer Theologen am schwierigsten zu akzeptieren ist. Dies wurde auch im Vorfeld der 2006 erfolgten Aufnahme des Bahaitums als vierte abrahamitische Religion in das Abrahamische Forum in Deutschland deutlich, die erst nach intensiven theologischen Debatten gelang.

### Samaritismus
Außerdem versteht sich der Samaritismus als abrahamitisch. Er ist eine genuin israelitische Religion. Auch die Drusen, die Mandäer und die Rastafari beziehen sich auf die abrahamitische Überlieferung.

## Kritik am Begriff
Der französische Philosoph Rémi Brague bezeichnete 2006 Bezeichnungen wie „Monotheismus“, „Buchreligionen“ oder „abrahamitische Religionen“ als „irreführend und gefährlich“ (« trompeuses et dangereuses »). Sie würden an die historischen Religionen von außen herangetragen: „Falsch sind die Bezeichnungen, sofern sie der eigentlichen Natur der drei Religionen nicht gerecht werden, wenn man ohne weiteres davon ausgeht, sie alle auf einen Nenner bringen zu können. Brisant sind diese Begriffe, da sie eine intellektuelle Bequemlichkeit fördern, die sich nicht unbedingt um eine Auseinandersetzung mit der Realität bemüht.“
Die Judaistin Edna Brocke lehnt den von Christen gebildeten Begriff als Konstrukt ab, weil er eine Gemeinsamkeit mit dem Judentum vortäusche, die man zumindest in Bezug auf das Christentum nicht behaupten könne.
Für den Theologen René Buchholz, Bonn, ist die Theoriebildung zum Begriff der abrahamitischen Religionen grundsätzlich problematisch: „Eine Theologie der ‚abrahamitischen‘ Religionen stellt nur ein weiteres problematisches Modell einer übergreifenden Theologie der Religionen dar […] mit Abraham als konstruierter Identifikationsfigur.“ Damit stimmt er der Kritik des Harvardprofessors Jon Douglas Levenson am Begriff bzw. der Konstruktion eines Abrahams hinter den biblischen Texten zu.
Der Theologe Wolf Krötke, Berlin, weist darauf hin, dass die Berufung auf Abraham im Neuen Testament kritisiert wird, am schärfsten im Johannesevangelium: „Als ‚Kinder Abrahams‘ werden nur die anerkannt, die sich zu Christus bekennen (Joh 8,37–45 )“ und in Johannes 8,58  werde Christus dem Abraham vorgeordnet.
Nicht zuletzt aufgrund der Kritik forderte Henning Wrogemann 2015 im Rahmen einer Theologie Interreligiöser Beziehungen einen anderen Ansatz, der gegenüber theoretischen Konsensfiktionen die Bedeutung des Leiblich-Konkreten hervorhebt.